# Ingenieur vom Dienst
Der Ingenieur vom Dienst (abgekürzt IvD) ist eine Dienstfunktion in der Industrie, in der Versorgungswirtschaft sowie in elektronischen Medien.

## Wortherkunft
Beim Militär signalisiert die Bezeichnung ...vom Dienst (vD) (UvD, OvD, GvD), dass eine Person temporär eine dienstliche Verantwortung oberhalb des eigenen Dienstgrades übernimmt.

## Funktion

### Außerhalb der Normalarbeitszeit
Im industriellen Bereich sowie in der Versorgungswirtschaft ist der IvD außerhalb der festgelegten Normalarbeitszeit üblicherweise der Vertreter des Betriebsingenieurs bzw. des jeweiligen Leiters des operativen Geschäftes. Ihm obliegt im Zeitraum einer (Ruf-)Bereitschaft die Führung und Koordination des ihm temporär unterstellten Mitarbeiterstabes im Fall auftretender Störungen des normalen Betriebsregimes. Die dabei herbeigeführten Entscheidungen des IvD werden im Rahmen von betrieblich festgelegter Wertgrenzen teilweise im normalen Geschäft nachträglich geheilt.
Im Sendebetrieb eines Rundfunk- oder Fernsehsenders ist typischerweise ein Chefingenieur (also eine Person mit einem einschlägigen Hochschulabschluss) sowie ein mehr oder weniger großer Technikerstab verfügbar, um bei Störungen der Produktions- oder Sendetechnik einzugreifen. Als oberste verantwortliche Person in technischen Fragen erfüllt er dann automatisch die Funktion des IvD. Er entscheidet bei Störungen über "Weiterfahren" oder "Reparieren", die Beauftragung externer Techniker oder gegebenenfalls den Abbruch des Sendebetriebes.

### Im Dauerbetrieb
Die meisten Sender sind rund um die Uhr im Betrieb, zumindest Nachrichtensendungen müssen auch außerhalb der regulären Dienststunden produziert werden. Deshalb muss auch ständig ein oberster technischer Verantwortlicher (eben der IvD) verfügbar sein. Das kann dann auch ein entsprechend erfahrener Techniker sein, der gleichzeitig reguläre Aufgaben im Sendebetrieb wahrnimmt.

## Aufgaben
Der IvD hat drei Hauptaufgaben:
- Sicherstellen des Sendebetriebes auch und gerade bei Störungen.
- Durchführen oder Veranlassen fachgerechter Reparaturen bei Zwischenfällen.
- Verhinderung unnötiger Sach- oder Personenschäden bei technischen Havarien (z. B. Kurzschlüssen).

Der IvD muss immer dann hinzugezogen werden, wenn ihm unterstellte Techniker mit der Bearbeitung von Störfällen überfordert sind.

## Organisation
Typischerweise ist ein IvD für einen einzelnen Standort, z. B. ein Funkhaus, verantwortlich. Seine Verantwortung kann aber auch durchaus mehrere Einzelstandorte umfassen, z. B. auch Sendeanlagen.